# Processo de paz na Líbia (2015-2021)

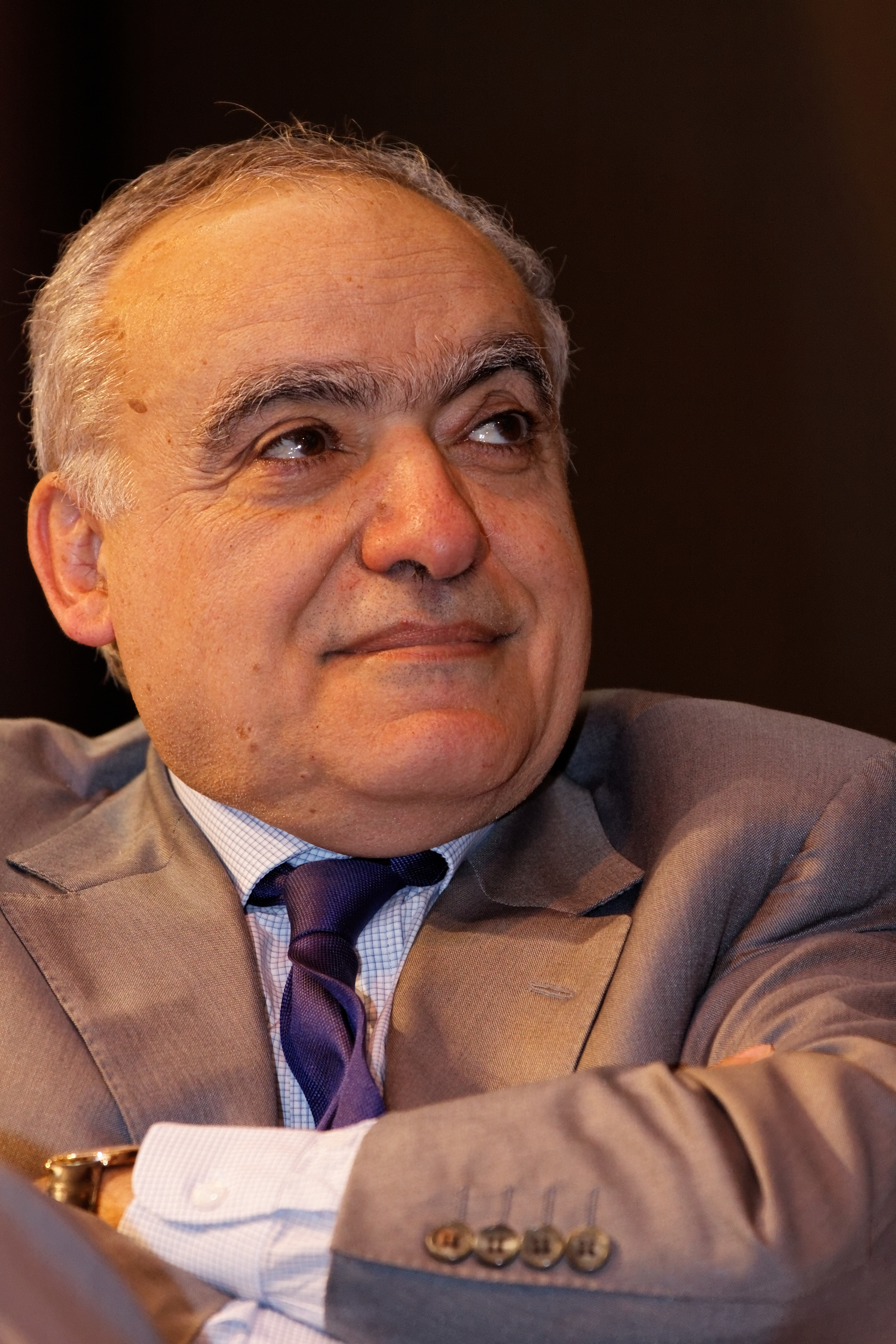
O chefe da UNSMIL, Ghassan Salamé, propôs um plano de paz de três pontos em 2019, que incluía um cessar-fogo, um embargo de armas e um diálogo intra-líbio

O processo de paz líbio foi uma série de reuniões, acordos e ações que tinham como objetivo resolver a Segunda Guerra Civil Líbia. Entre estes destacam-se o acordo de Skhirat de dezembro de 2015 e os planos para a Conferência Nacional Líbia em abril de 2019, que foram adiados devido à campanha no Oeste da Líbia em 2019-20.
Em julho de 2019, Ghassan Salamé, o chefe da Missão de Apoio das Nações Unidas na Líbia (UNSMIL), propôs um plano de paz de três pontos, que consistia num cessar-fogo, numa reunião internacional de países envolvidos na imposição do embargo de armas e numa conferência interna líbia[3] composta por "vias" económicas, militares e políticas. Um cessar-fogo de vários dias ocorreu durante o Eid al-Adha, em meados de agosto de 2019[3], e um cessar-fogo foi declarado tanto pelo Governo de Acordo Nacional (GNA) como pelo Exército Nacional Líbio (LNA) a partir de 12 de janeiro de 2020. Uma conferência entre representantes das potências da Bacia do Mediterrâneo envolvidas no conflito armado líbio, bem como Argélia, República do Congo e principais potências mundiais, teve lugar em Berlim a 19 de janeiro de 2020, declarando uma lista de 55 pontos de conclusões, criando um comité de acompanhamento militar 5+5 GNA+LNA e um Comité Internacional de Acompanhamento para monitorizar o progresso no processo de paz. Na componente intra-líbia do processo de 3 pontos, a via económica foi lançada a 6 de janeiro de 2020 numa reunião em Tunes entre uma seleção diversificada de 19 especialistas económicos líbios.[4] A via militar das negociações intra-líbias começou a 3 de fevereiro com a reunião da Comissão Militar Conjunta 5+5 Líbia em Genebra, entre 5 altos oficiais militares selecionados pelo GNA e 5 selecionados pelo líder do LNA, Khalifa Haftar. Um dos principais objetivos era negociar um monitoramento detalhado para fortalecer o cessar-fogo de 12 de janeiro. A via política intra-líbia foi iniciada a 26 de fevereiro de 2020 em Genebra. Salamé renunciou ao seu cargo na UNSMIL no início de março de 2020
Um anúncio de 21 de agosto de 2020 pelo líder do GNA, Fayez al-Sarraj, e Aguila Saleh Issa pelo LNA declarou um cessar-fogo, o levantamento do bloqueio petrolífero, a realização de eleições parlamentares e presidenciais em março de 2021, e um novo conselho presidencial conjunto a ser guardado por uma força de segurança conjunta em Sirte. Reuniões de acompanhamento ocorreram em Montreux de 7 a 9 de setembro, com o apoio da UNSMIL e do Centro de Diálogo Humanitário, e entre cinco membros do GNA e cinco membros da Câmara dos Representantes (CdR) em 11 de setembro, em Bouznika. Ambas as reuniões parecem ter alcançado consenso. As negociações intra-líbias de três vias, presididas por Stephanie Williams da UNSMIL, continuaram após o cessar-fogo de agosto e a reunião de setembro em Montreux, com a via política a evoluir para o Fórum de Diálogo Político Líbio, e a via militar a levar a um acordo de cessar-fogo permanente a 23 de outubro de 2020.